# Кейн, Челси
Че́лси Ке́йн Ста́уб (англ. Chelsea Kane Staub , род. 15 сентября 1988, Финикс) — американская актриса и певица. Известность ей принесла роль в фильме «Братц» (2007).

## Биография
Родилась и выросла в Финиксе, штат Аризона. Она является единственной дочерью Бекки и Джона Стаубов.

## Карьера
В 2003 году она сыграла небольшую роль в фильме «Лето Аризоны», а в 2007 году получила роль Меридит в фильме «Братц». В 2008 году Челси исполнила роль в одном из эпизодов сериала «Волшебники из Вэйверли Плэйс», она исполнила роль Кори Лэнсдорф, в которую влюбился Джастин Руссо. Также Челси исполнила одну из главных ролей в фильме «Покорители времён». В 2009 и 2010 году Стауб исполняла роль Стеллы Мелоун в сериале «Джонас» и «Джонас Л.А» от студии Disney. В 2010 году сыграла маленькую роль в фильме «Звёздная болезнь». С 2010 года озвучивает рыбку Би Голфишберг в мультсериале «Рыбология».

## Фильмография
| Год       |    | Русское название             | Оригинальное название    | Роль                        |
| --------- | -- | ---------------------------- | ------------------------ | --------------------------- |
| 2003      | ф  | Лето Аризоны                 | Arizona Summer           | Кэрол                       |
| 2004—2005 | с  | Вечное лето                  | Summerland               | Шарон                       |
| 2004—2005 | с  | Внимание, Внимание!          | Listen Up                | маленькая девочка           |
| 2004—2006 | с  |                              | Cracking Up              | Нора Джонс                  |
| 2007      | ф  | Братц                        | Bratz:The Movie          | Мередит                     |
| 2008      | с  | Волшебники из Вэйверли Плэйс | Wizards of Waverly Place | Кэри Лэнгсдорф              |
| 2008      | ф  | Спасатели во времени         | Minutemen                | Стефани Джеймсон            |
| 2009—2011 | с  | Братья Джонас                | Jonas Brothers           | Стэлла Мелоун               |
| 2010      | тф | Звёздная болезнь             | StarStruck               | Алексис Бендер              |
| 2010      | с  | Рыбология                    | Fish Hooks               | Би Голдфишберг              |
| 2011      | с  | Как попало!                  | So Random                | Играет саму себя            |
| 2011      | с  | The Homes                    | The Homes                | Энни                        |
| 2011      | с  | Холм одного дерева           | One Tree Hill            | Тара Ричардс                |
| 2012—2017 | с  | Папочка                      | Baby Daddy               | Райли Перрин                |
| 2013      | тф | Безумно влюблённый: Мюзикл   | Lovestruck: The Musical  | Харпер Хаттон (в молодости) |

## Дискография
- It’s All About Me (2008)
- Fabulous (2007)